# Maja Nilsson
Hanna Maria (Maja) Nilsson (i riksdagen kallad Nilsson i Långshyttan), född Nygren den 23 oktober 1903 i Husby församling, Kopparbergs län, död 1 april 1986 i Hedemora församling, Kopparbergs län, var en svensk socialdemokratisk politiker.
Nilsson var ledamot av riksdagens första kammare 1959–1969, invald i Kopparbergs läns valkrets. Tidigare hade hon bland annat varit ordförande i såväl Husby arbetarekommun som barnavårdsnämnd, samt ordförande i Södra Dalarnas sjukvårdsdistrikt inom Kopparbergs läns landsting.